# Sam Arday
Sam Arday (Accra, 1945. november 2. – 2017. február 12.) ghánai labdarúgóedző, olimpiai bronzérmes szövetségi kapitány.

## Pályafutása
1991-ben a ghánai U20-as válogatott vezetőedzője volt. 1992 és 1997 között az U23-as válogatott szakmai munkáját irányította. A csapattal két olimpián szerepelt. Az 1992-es barcelonai olimpián bronzérmes lett a csapattal. Az olimpiák történetében afrikai válogatott először szerzett olimpiai érmet a labdarúgótornán. Négy év múlva az atlantai olimpián a negyeddöntőig jutott a csapattal. 1996–97-ben és 2004-ben a ghánai válogatott szövetségi kapitánya volt. 2004–05-ben a Ashanti Gold vezetőedzőjeként tevékenykedett.

## Sikerei, díjai
Edzőként
- Olimpiai játékok
  - bronzérmes: 1992, Barcelona